# Milanovac (Serbia)
Milanovac (cyr. Милановац) – wieś w Serbii, w okręgu braniczewskim, w gminie Žagubica. W 2011 roku liczyła 365 mieszkańców.